# 文画君

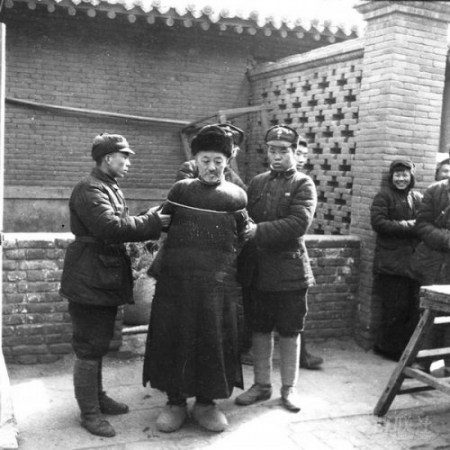
1945年10月，张家口，抓捕大汉奸文画君。

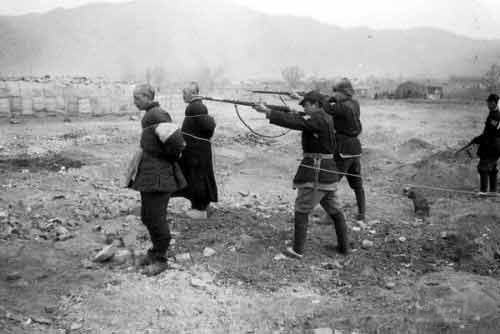
1945年10月，张家口枪毙大汉奸文画君（右）、许维本（左）

文画君（1884年？—1946年3月2日），名竹，字画君，以字行，山西省浑源县人，蒙疆联合自治政府高级官员。

## 生平
宣統元年己酉科中式拔贡。后来曾任晋北政厅思想厅厅长、宣化省省长、蒙疆联合自治政府司法部部长。
1946年2月21日，晋察冀边区高等法院公开审判了伪蒙古自治邦政府司法部长文画君、伪高等法院院长许维本两汉奸案。1946年2月19日，晋察冀边区高等法院院长王斐然向有关单位发出了通知以告知开庭时间和地点。1946年2月21日，文画君汉奸案在晋察冀边区高等法院刑事审判庭进行公开审理。出庭的有审判长、推事王斐然，推事李毅夫，推事张向前，书记官张恩暮。审问共进行了4个小时。审理完毕后，审判长宣布本案定期宣判，还押被告。2月27日，法院制作了判决书。1946年3月2日，本案进行了公开宣判。该案判决书称，
晋察冀边区高等法院特种刑事判决书刑字第一号判决

被告文画君即文竹，男，年六十三岁，山西浑源县人，伪蒙古自治政府司法部长。右列被告人因汉奸罪，经本院审理，判决如左。主犯文画君通敌反抗本国，窃据国土，附属于日本，处死刑，褫夺公权终身，没收全部财产。
1946年3月2日，文画君、许维本被处决。文画君享年63岁。